# Yoani Sánchez
Yoani Sánchez (født 4. september 1975 i Havana på Cuba) er en cubansk filolog og blogger. Hun blev uddannet filolog i 2000 på Havannas Universitet. I april 2007 startede hun bloggen Generación Y. I sin blog skriver hun bl.a. om sit liv og forholdene på Cuba.
Hun kritiserer Raúl Castro for ikke at holde sine løfter. Raúl lovede at forbedre forholdene for Cubanerne, men Yoani mener ikke at han har opfyldt dette løfte. 
I 2008 lukkede regeringen på Cuba adgangen til Yoanis blog for cubanere på Cuba, og hun har været nødt til at gå ind over en server i Tyskland for stadig at kunne skrive den. Cubanerne finder dog stadig ad omvej mulighed for at læse, hvad hun skriver. 
Det er muligt for regeringen på Cuba at lukke de blogs, de ikke ønsker, fordi det er dem, der styrer pressen og styrer alle medierne. 
For sin blog har hun modtaget prisen Premio Ortega y Gasset i 2008 og række andre forskellige priser.
1. ↑  Navnet er anført på svensk og stammer fra Wikidata hvor navnet endnu ikke findes på dansk.